# PDO Handball Team Salerno
Ne pas confondre avec le Handball Salerno (it), champion d'Italie en 2004.
Dernière mise à jour : 31 juillet 2016.
Le PDO Handball Team Salerno, également appelé HC Salerno ou Jomi Salerno, est un club féminin italien de handball basé à Salerne.

## Palmarès
compétitions nationales
- champion d'Italie (6) en 2010, 2011, 2013, 2014, 2017 et 2018
  - vice-champion d'Italie (1) en 2012
- vainqueur de la coupe d'Italie (5) en 2009, 2012, 2013 2014 et 2019
- vainqueur de la Supercoupe d'Italie (4) en 2012, 2013, 2018 et 2019